# Bratislava III
Bratislava III er et okres (distrikt) i byen Bratislava i regionen Bratislava i Slovakiet. Distriktet inkluderer boroughene Nové Mesto, Rača og Vajnory. Det har et areal på 75 km² og 61.418 indbyggere. Det grænser op mod distrikterne Bratislava I, Bratislava II, Bratislava IV, Pezinok og Senec. Indtil 1918 var distriktet en del af det ungarske amt Pozsony.
48°11′31″N 17°07′35″Ø / 48.192°N 17.1265°Ø